# Taika Waititi
Taika David Cohen (Raukokore, 16 augustus 1975) beter bekend als Taika Waititi, is een Nieuw-Zeelands komiek, regisseur, scenarioschrijver en acteur.

## Biografie
Taika Waititi werd op 16 augustus 1975 geboren in Raukokore, Bay of Plenty, Nieuw-Zeeland. Zijn moeder is van Russisch-Joodse afkomst en zijn vader is een Maori. Hij gebruikt soms de artiestennaam Taika Cohen, een verwijzing naar de familienaam van zijn moeder. Hij studeerde in Wellington aan Onslow College en Victoria University.

## Carrière
Tijdens zijn studentenjaren maakte hij deel uit van het komisch gezelschap So You're a Man, met wie hij in Nieuw-Zeeland en Australië optrad. Ook komiek Jemaine Clement maakte deel uit van het gezelschap. Met hem vormde Waititi later ook het komisch duo The Humourbeasts.
Reeds eind jaren 1990 begon hij met acteren in tv-series en lowbudgetfilms. Zo speelde hij een stripper in de komische, Nieuw-Zeelandse serie The Strip (2002). In 2011 vertolkte hij het personage Thomas Kalmaku in de superheldenfilm Green Lantern.
In de jaren 2000 begon Waititi ook met het schrijven, regisseren en produceren van films. Hij begon met korte films als John & Pogo (2002) en Two Cars, One Night (2004). Voor die laatste productie werd hij in 2005 genomineerd voor een Oscar.
In 2007 maakte hij met de romantische komedie Eagle vs Shark zijn officieel regiedebuut. Voor de film werkte hij opnieuw samen met Jemaine Clement. Zijn volgende film, Boy (2010), groeide in Nieuw-Zeeland uit tot een kaskraker.
In 2014 werkte hij met Clement samen aan de komische horrorfilm What We Do in the Shadows. Nadien volgde zijn debuut in Hollywood. Hij schreef eerst een script voor de Disney-animatiefilm Moana (2016) dat uiteindelijk niet gebruikt werd en vervolgens mocht hij voor de studio ook de superheldenfilms Thor: Ragnarok (2017) en Thor: Love and Thunder (2022) regisseren.
Voor zijn film Jojo Rabbit (2019) kreeg hij een Oscar voor beste bewerkte scenario.

## Privé
Waititi trouwde in augustus 2022 met zangeres Rita Ora.

## Filmografie

### Als regisseur en scenarist
| Jaar | Titel                     | Regisseur | Scenarist |
| ---- | ------------------------- | --------- | --------- |
| 2007 | Eagle vs Shark            |           |           |
| 2010 | Boy                       |           |           |
| 2014 | What We Do in the Shadows |           |           |
| 2016 | Hunt for the Wilderpeople |           |           |
| 2017 | Thor: Ragnarok            |           |           |
| 2019 | Jojo Rabbit               |           |           |
| 2022 | Thor: Love and Thunder    |           |           |

### Als acteur
| Jaar      | Titel                                 | Rol                             | Notitie        |
| --------- | ------------------------------------- | ------------------------------- | -------------- |
| 1999      | Scarfies                              | Alex                            |                |
| 2001      | Snakeskin                             | Nelson                          |                |
| 2004      | Futile Attraction                     | Walter                          |                |
| 2007      | Eagle vs Shark                        | Gordon                          |                |
| 2010      | Boy                                   | Alamein                         |                |
| 2011      | Green Lantern                         | Thomas Kalmaku                  |                |
| 2014      | What We Do in the Shadows             | Viago                           |                |
| 2016      | Hunt for the Wilderpeople             | Minister                        |                |
| 2017      | Thor: Ragnarok                        | Korg en Surtur (motion-capture) |                |
| 2018      | Seven Stages to Achieve Eternal Bliss | Holy Storsh                     |                |
| 2018      | Shrimp                                | Barman                          | Short          |
| 2019      | Avengers: Endgame                     | Korg                            |                |
| 2019      | Jojo Rabbit                           | Adolf Hitler                    |                |
| 2019-2023 | The Mandalorian                       | IG-11 / IG-12 (stem)            | Televisieserie |
| 2021      | Save Ralph                            | Ralph (stem)                    | Short          |
| 2021      | The Suicide Squad                     | Ratcatcher                      |                |
| 2021      | Free Guy                              | Antwan                          |                |
| 2021-2024 | What If...?                           | Korg (stem)                     | Televisieserie |
| 2022      | Thor: Love and Thunder                | Korg                            |                |
| 2022      | Lightyear                             | Mo Morrison (stem)              |                |